# مملكة مايوركا
مملكة مايوركا أو مملكة ميورقة (الكتالانية: Regne de Mallorca ; الإسبانية: Reino de Mallorca; اللاتينية: Regnum Maioricae) تأسست على يد خايمي الأول ملك أراغون، وعند وفاته عند 1276 تم تمريرها إلى ابنه الثاني خايمي، في حين مرر تاج أراغون إلى أخوه الأكبر بيدرو الذي أدعى ملكية مايوركا منذ عام 1279، واصل ملوك أراغون وإسبانيا استخدام هذا اللقب حتى عام 1715.

## جغرافيا
شملت المملكة جزر البليار :مايوركا، ومينوركا، وإيبيزا، وفورمينتيرا، وأيضا كان الملك لورد روسيون وسيردانيا والأراضي خايمي الأول التي ظلت في قسطانية، وأيضا سينور مونبلييه، و فيكونت كارلات في أوفرن، وأيضا بارون أوميلاس متجاوزة مونبلييه.

## التاريخ
أنشئ خايمي الأول المملكة في عام 1231 في موقع استراتيجي في البحر الأبيض المتوسط بين مملكتين كبيرتين فرنسا الكابيه وتاج أراغون التي كانتا في صراع مستمر، إدراكاً لهشاشة المملكة قام بضم سيردانيا لها، ودخل في مفاوضات لزواج ابنه خايمي من بياتريس من سافوي ابنة أماديو الرابع كونت سافوي، ولكن هذه المفاوضات فشلت.
ومع وفاة خايمي الأول، مايوركا مرت إلى خايمي الثاني لم ينشد شقيقه الأكبر بيدرو الثالث ملك أراغون الذي كان منشغل بمشاكله السيادية في جنوب إيطاليا حتى عام 1279، وبعد التوفيق اعترف بأنه تابع لـ ملك أراغون.
بعد حملة أراغون تحالف خايمي الثاني مع البابا والفرنسيين ضد بيدرو الثالث من أراغون، نتيجة لذلك احتل خليفة بيدرو ألفونسو المملكة في عام 1286، ومع ذلك في 1295 مع معاهدة أنغني أعاد خايمي الثاني ملك أراغون المملكة مرة أخرى إلى عمه خايمي الثاني من مايوركا.
ومع وفاة خايمي الثاني تولى ابنه سانشو حتى عام 1324، ثم خلفه ابن أخيه خايمي الثالث ذو التاسعة عاماً كانت الوصاية برئاسة عمه فيليب ، وبعد تنازل خايمي الثاني ملك أراغون عن داعوه في مطالب بـ مايوركا في 1325 دخلت المملكة في أزمة اقتصادية حادة.
حاول خايمي وضع سياسيات مماثلة لتلك التي في أراغون، ولتحقيق هذه الغاية اضطر لمشاركة في حرب ضد جنوة (1336-1329) والتي أدت إلى فقدان أسواق الاقتصادية في المملكة مرة أخرى، وكان عليه فرض الضرائب والغرامات على المجتمع اليهودي ورغم ذلك لم يكن هذا كافياً لحل الأزمة المالية، وفي عام 1341 قطع بيدرو الرابع ملك أراغون علاقاته مع مايوركا تمهيداً لغزوها، غزا بيدرو الرابع في 1343 جزر البليار، وفي 1344 غزا مقاطعات روسيون وسيردانيا، قتل خايمي الثالث في معركة يوتشمايور في 25 أكتوبر 1349.
ضمت المملكة إلى تاج أراغون بحيث استمر ملوك أراغون في استخدام هذا اللقب ولاحقاً ملوك إسبانيا حتى تم حلها من قبل فيليب الخامس ملك إسبانيا في عام 1715 من خلال مراسيم نويفا بلانتا، ولكن في حين طالب ورثة خايمي بالعرش حتى 1406.